# Pablo Remón Magaña
Pablo Remón Magaña (Madrid, 1977) és un guionista, dramaturg i director de cinema i teatre espanyol.

## Biografia
Va estudiar a l'Escola de Cinematografia i de l'Audiovisual de la Comunitat de Madrid (ECAM) i en 2009 va ampliar estudis a Nova York. Com a guionista, ha coescrit els llargmetratges Mundo Fantástico (2003), Casual Day (2008), Cinco metros cuadrados (2011), Perdido (2015) i No sé decir adiós (2016). També ha dirigit els curtmetratges Circus i Todo un futuro juntos. Des de 2011 coordina la Diplomatura de Guió a l'ECAM.

## Obra

### Companyia La Abducción
En 2013 va fundar la companya teatral La Abducción, amb la que escriu i dirigeix La abducción de Luis Guzmán, estrenada en el festival Frinje de Madrid. La seva segona obra, Muladar, va guanyar el premi Lope de Vega de Teatre en 2014. La companyia estrena la seva tercera obra, 40 años de paz, coproduïda pel Festival de Tardor a Primavera de la Comunitat de Madrid. En 2018 ha presentat Los Mariachis i El tratamiento. Els seus cinc primeres obres teatrals estan editades sota el títol Abducciones. Cinco obras, editat el 2018 per La uña Rota.
- Las ficciones. (2020) Teatro Pavón Kamikaze.
- Doña Rosita, anotada. (2019) Teatros del Canal.
- Los maricahis. (2018) Teatros del Canal.
- El tratamiento. (2018) Teatro Pavón Kamikaze.
- Barbados, etcétera. (2017) Teatro Pavón Kamikaze.
- 40 años de paz. (2015) Teatros del Canal.
- La abducción de Luis Guzmán. (2013) Naves del Español. Matadero Madrid.

### Dramaturgia conjunta
- Sueños y visiones de Rodrigo Rato. Amb Roberto Martín Maiztegui (2019. Teatro Pavón Kamikaze. També titulada com El milagro español. Premi SGAE de Teatre 'Jardiel Poncela' 2017.)
- Muladar. Amb Daniel Remón. (Premi Lope de Vega 2014.)

## Reconeixements
Ha rebut el premi al millor guió sl Festival de Màlaga, la medalla del Cercle d'Escriptors Cinematogràfics al millor guió original i el premi Julio Alejandro de Guió Iberoamericà.
Com a director de curtmetratges, ha rebut una nominació al Premi Goya® com a Millor Curt de Ficció, i ha guanyat entre altres el premi al Millor Curtmetratge en tres festivals: Alcine, Medina del Campo i el concurs de curtmetratges Versión Española.